# Harold Albert Wilson
Pour les articles homonymes, voir Wilson.
Harold Albert Wilson (1er décembre 1874 - 13 octobre 1964) est un physicien britannique.

## Jeunesse
Wilson est né à York, le fils d'Albert William Wilson, un gestionnaire de marchandises avec le North British Railway. Sa mère, Anne Gill, est la fille d'un fermier et aubergiste de Topcliffe.
Wilson fait ses études à la St Olave's Grammar School. Il étudie ensuite les sciences au Victoria University College de Leeds, puis à l'University College de Londres, obtenant un baccalauréat ès sciences en 1896. Il va ensuite à l'Université de Cambridge et obtient un BA et un DSc.

## Carrière
En 1896, il devient un collègue du physicien anglais Joseph John Thomson à l'Université de Cambridge et effectue l'une des premières mesures de la charge de l'électron. Il obtient son doctorat en sciences de Londres en 1900 et est élu membre du Trinity College de Cambridge en octobre 1901. De 1901 à 1904, il obtient une bourse James Clerk Maxwell au Laboratoire Cavendish. Il devient maître de conférences en physique au King's College de Londres, puis professeur au collège en 1905. En 1906, il est élu Fellow de la Royal Society (FRS).
En 1909, il accepte un poste de professeur de physique à l'Université McGill de Montréal au Canada, y restant trois ans.
Il rejoint le Rice Institute situé à Houston, au Texas, en 1912, devenant le premier président du département de physique. Il est l'un des 12 professeurs fondateurs.
Il retourne en Grande-Bretagne en 1924, passant un an à l'Université de Glasgow. En 1925, il est élu Fellow de la Royal Society of Edinburgh avec comme proposants Charles Glover Barkla, Frederick Orpen Bower, John Walter Gregory et Sir John Graham Kerr.
En 1925, il retourne à l'Université Rice de Houston (travaillant également comme consultant pour une compagnie pétrolière) et y reste jusqu'à sa retraite en 1947.
Il est décédé dans un hôpital de Houston le 13 octobre 1964,.

## Famille
En 1912, il épouse Marjorie Patterson Smyth. Harold a une sœur, Lilian, qui épouse Sir Owen Willans Richardson.
Le prix Wilson de l'Université Rice porte son nom.